# هيلين فلورينت
هيلين فلورينت (بالإنجليزية: Hélène Florent)‏ هي مخرجة ومخرجة وممثلة كندية، ولدت في 21 أكتوبر 1974 بكيبك في كندا. بدأت مشوارها المهني سنة 1998.

## وصلات خارجية
- هيلين فلورينت على موقع IMDb (الإنجليزية)
- هيلين فلورينت على موقع ألو سيني (الفرنسية)
- هيلين فلورينت على موقع أول موفي (الإنجليزية)
- هيلين فلورينت على موقع قاعدة بيانات الفيلم (الإنجليزية)
- هيلين فلورينت على موقع كينوبويسك (الروسية)